# 276
El año 276 (CCLXXVI) fue un año bisiesto comenzado en sábado del calendario juliano, en vigor en aquella fecha.
En el Imperio romano el año fue nombrado como el del consulado de Tácito y Emiliano o, menos comúnmente, como el 1029 Ab urbe condita, siendo su denominación como 276 posterior, de la Edad Media, al establecerse el Anno Domini.

## Acontecimientos
- El emperador romano Tácito muere en junio y es sucedido por su hermano Floriano, quien se sienta en el trono solo 88 días, pues es asesinado por sus propios soldados, tal vez por órdenes de Probo.
- Septiembre: Marco Aurelio Probo es proclamado emperador romano.
- Probo Comienza su campaña contra los invasores bárbaros de la Galia, terminándola con éxito en el año 282.
- Hispania romana: parte de la provincia se declara partidaria de Floriano, contra Probo.[1]

## Nacimientos
- Gregorio de Nacianzo el Viejo, obispo.

## Fallecimientos
- Mani, fundador del maniqueísmo.
- Tácito, emperador romano.
- Floriano, emperador romano.